# Kaffeemühle (Radebeul)
Die ehemalige Kaffeemühle lag im Talkenbergweg 6 im Stadtteil Zitzschewig der sächsischen Stadt Radebeul, inmitten der Weinbergsflächen des Paulsbergs. Das Gebäude, das 2011 abgerissen wurde, lag im Denkmalschutzgebiet Historische Weinberglandschaft Radebeul.

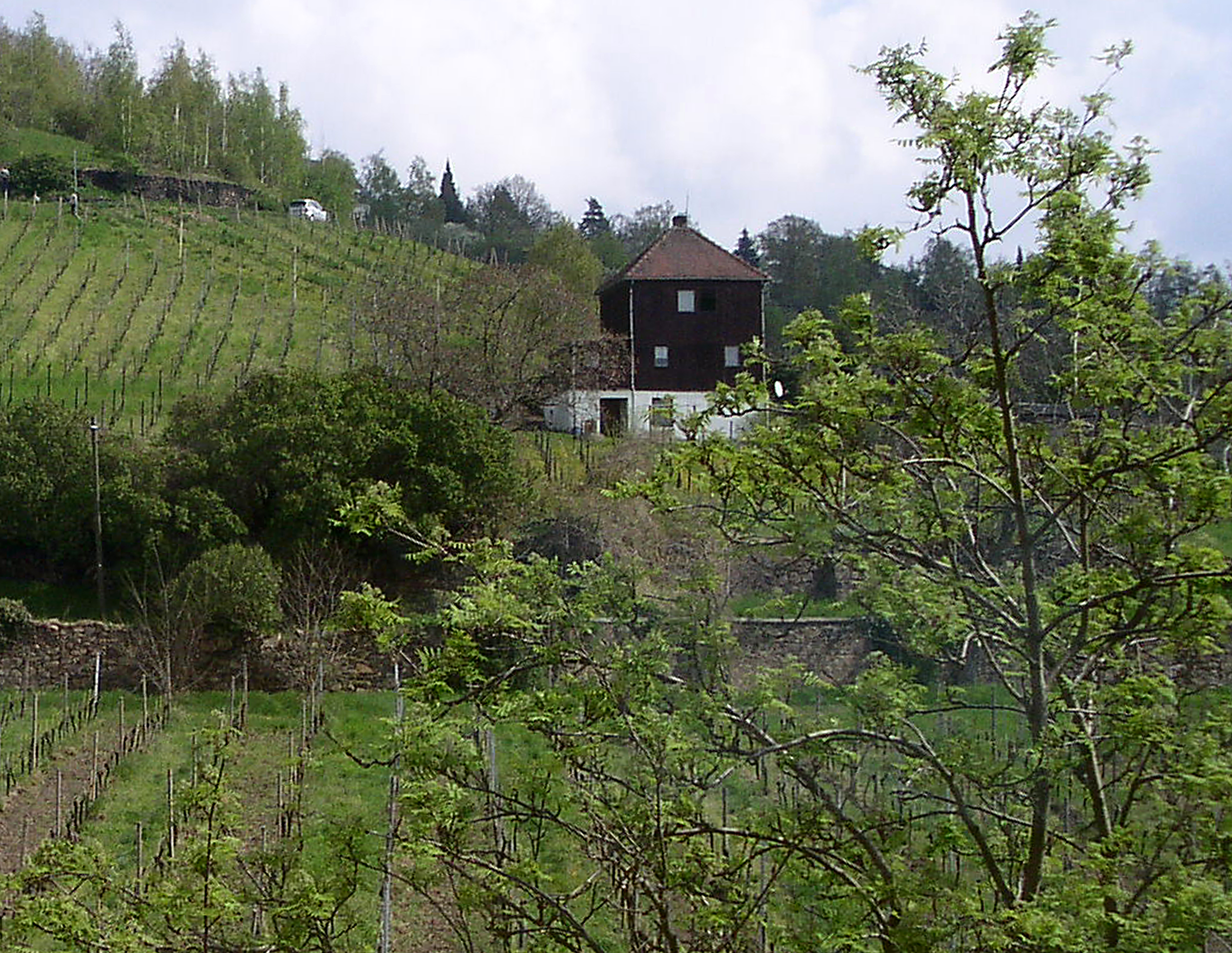
Die Kaffeemühle 2006, vom Herrenhaus Paulsberg aus

## Beschreibung
Das ehemals denkmalgeschützte Wohnhaus war eine umgebaute Feldscheune inmitten eines ehemaligen, später wieder aufgerebten Weinbergs. Wegen seiner eigentümlichen Quaderform erhielt das Bauwerk seinen Namen, der auch an andere Kaffeemühlenhäuser der 1920er und 1930er Jahre erinnert.
Der auf quadratischem Grundriss errichtete Hauptbau war auf der Südseite, zum Tal hin, dreigeschossig, zur Bergseite nur zweigeschossig. Das Haus hatte ein Zeltdach mit mittigem Schornstein. Zum Berg hin und zur Westseite gab es Anbauten. Der auf dem Foto links befindliche westliche Anbau erinnerte an eine herausgezogene Kaffeemehl-Schublade, während der Schornstein die Stelle für die Kurbel symbolisierte.
Das Untergeschoss war massiv und verputzt, die beide oberen Geschosse, in denen sich zwei Kleinwohnungen befanden, waren mit Holzbrettern verschalt.

## Geschichte
Im Jahr 1927 beantragte der Eigentümer des Paulsberg-Anwesens, der pensionierte Regierungsrat Adolph Gleitsmann, die Errichtung einer Feldscheune inmitten seiner ehemaligen Weinbergsflächen, um dort Heu lagern zu können. Der Kötzschenbrodaer Stadtrat holte ein Gutachten vom Landesverein Sächsischer Heimatschutz ein, in dem dieser erklärte: „Die Form des Stall- und Scheunengebäudes ist interessant und auf die ländliche Umgebung gestimmt.“ Im Gegenzug für die Baugenehmigung verpflichtete der Stadtrat Adolph Gleitsmann, beim (jedoch nicht erfolgten) Ausbau des Talkenberger Weges kostenfrei Land dafür abzutreten.
Gleitsmann versuchte 1934 vergeblich, die mit einem Satteldach versehene Scheune mit Wohnungen auszubauen. Die Versagung führte als Begründung an, dass „die notwendigen Fenster und Anbauten dem Gebäude seinen Charakter als Scheune nehmen und ein architektonisch unverständliches und daher unbefriedigendes wohnhausartiges Gebilde entstehen“ würde.
Im Jahr 1938 unternahm Gleitsmann mit Hilfe von Plänen „zum Einbau zweier Kleinwohnungen“ des Coswiger Architekten und Baumeisters E. Wendt einen erneuten Versuch zum Umbau seiner Scheune. Der erneut eingeschaltete Landesverein führte ein Vor-Ort-Beratungsgespräch durch, in dem er die Ausbildung eines Zeltdachs anmahnte. Trotz der dann erfolgten Befürwortung durch den Landesverein lehnte das Stadtbauamt den Antrag ab und forderte seine Überarbeitung. Diese Überarbeitung mit den endgültigen Entwürfen wurde dann im März 1938 genehmigt. Als Auflagen wurden die Errichtung des Zeltdachs sowie die weiterhin kostenfreie Abgabe von Land für den Fall des Ausbaus der Talkenberger Straße festgelegt. Etwa drei Wochen nach Erteilung der Baugenehmigung legte Gleitsmann Rekurs ein, auf den ein Baustopp verhängt wurde. Mit weiteren Auflagen wurde der Baustopp wieder aufgehoben, und Gleitsmann konnte daraufhin das Untergeschoss verputzen lassen, während nur die Obergeschosse durch Holzverschalungen geschützt wurden. Im September 1938 erfolgte unter Auflagen die Ingebrauchnahmegenehmigung. Im Oktober 1940 wurde die Fertigstellung des Zeltdachs gemeldet.
Im April 2011 ließ die Betriebsgesellschaft des städtischen Weinguts Hoflößnitz, das den Weinberg Paulsberg heute bewirtschaftet, die Kaffeemühle abreißen, „wohl um den umliegenden Weinberg besser bewirtschaften zu können und erforderliche Sanierungskosten zu sparen.“